# Place des Trois-Pouvoirs
La place des Trois-Pouvoirs (en portugais : Praça dos Três Poderes) est un espace public situé à Brasilia, capitale du Brésil.

## Situation et accès
La place est située à l'extrémité orientale de l'Axe monumental (une avenue de 8 kilomètres, le long de laquelle sont disposés la plupart des ministères et bâtiments officiels du pays). Sur son pourtour s'élèvent les bâtiments qui abritent les sièges des trois pouvoirs du pays, judiciaire, exécutif et législatif, avec le palais de la Cour suprême, siège de la plus haute juridiction du pouvoir judiciaire ; le palais du Planalto, siège de l'exécutif fédéral brésilien  et le palais du Congrès national, siège du pouvoir législatif fédéral.

## Description
Cette place est un espace rectangulaire d'environ 120 x 220 m. Le palais du Congrès est le bâtiment le plus grand et le plus massif des trois édifices. Le terrain a été surélevé pour que le législatif domine visuellement le judiciaire et l’exécutif, placés en contrebas.

## Origine du nom
La « place des Trois-Pouvoirs » tire son nom de sa fonction symbolique et politique, car elle regroupe les sièges des trois pouvoirs fondamentaux de la République fédérative du Brésil :
- Le pouvoir législatif, représenté par le Palais du Congrès national
- Le pouvoir exécutif, représenté par le Palais du Planalto
- Le pouvoir judiciaire, représenté par le Tribunal suprême fédéral

## Bâtiments principaux

### Pouvoir législatif

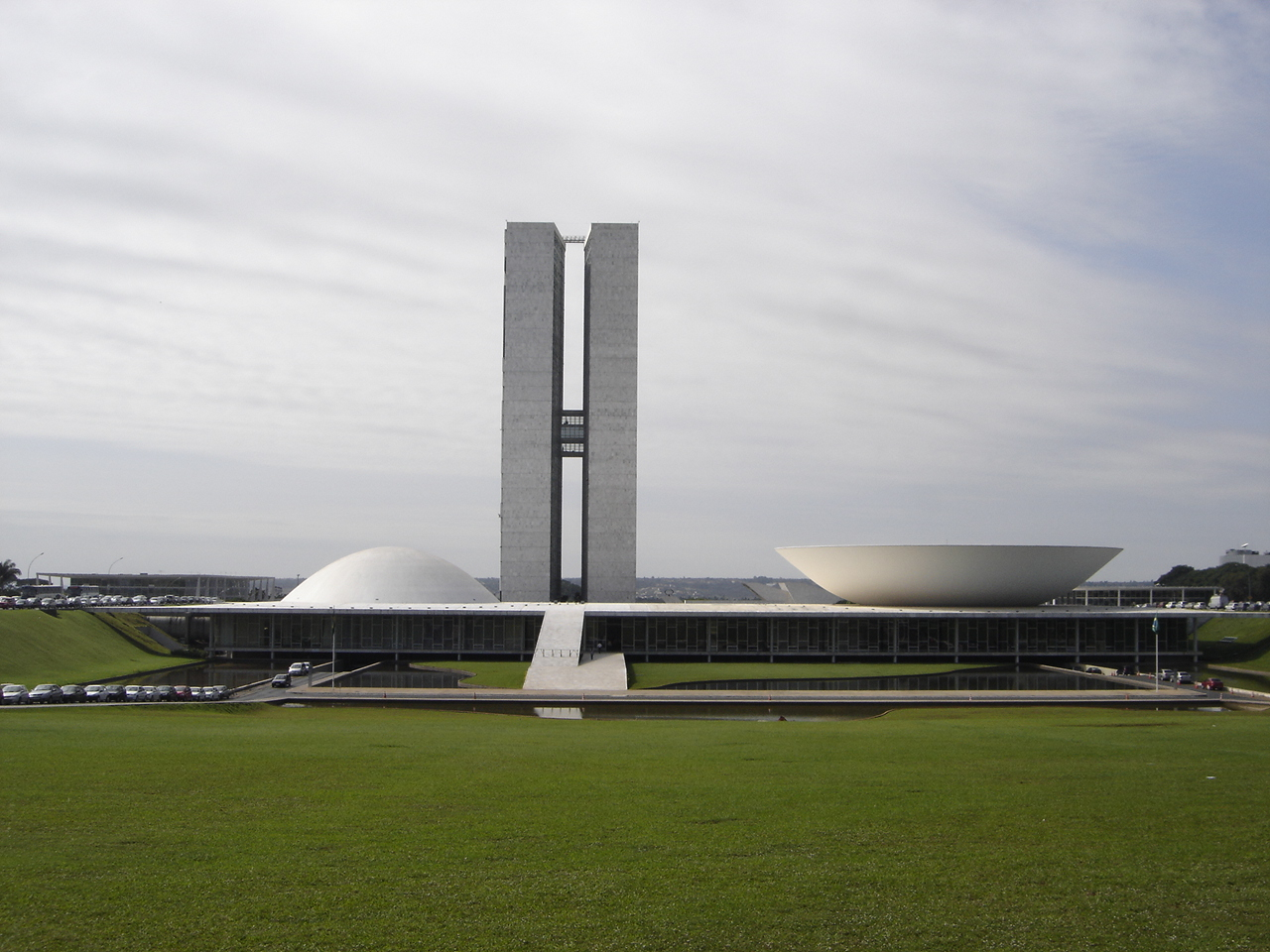
Congrès national

Occupant toute la façade ouest de la place, le palais du Congrès national est composé d'un bâtiment principal, semi-enterré, qui s'étend entre les deux voies de l'Axe monumental, et deux tours jumelles qui forment l'Annexe I. La moitié sud du bâtiment principal est occupée par la Chambre des députés et la moitié nord par le Sénat, chaque partie étant surmontée d'une coupole, concave pour la Chambre des députés symbolisant l'ouverture vis-à-vis du peuple et convexe pour le Sénat symbolisant la réflexion. Sous ces coupoles se trouvent les hémicycles. Les deux tours de 28 étages accueillent quant à elles les bureaux des sénateurs et députés et les locaux administratifs. Comme une grande partie de la ville, le bâtiment est l’œuvre de l'architecte Oscar Niemeyer.

### Pouvoir exécutif

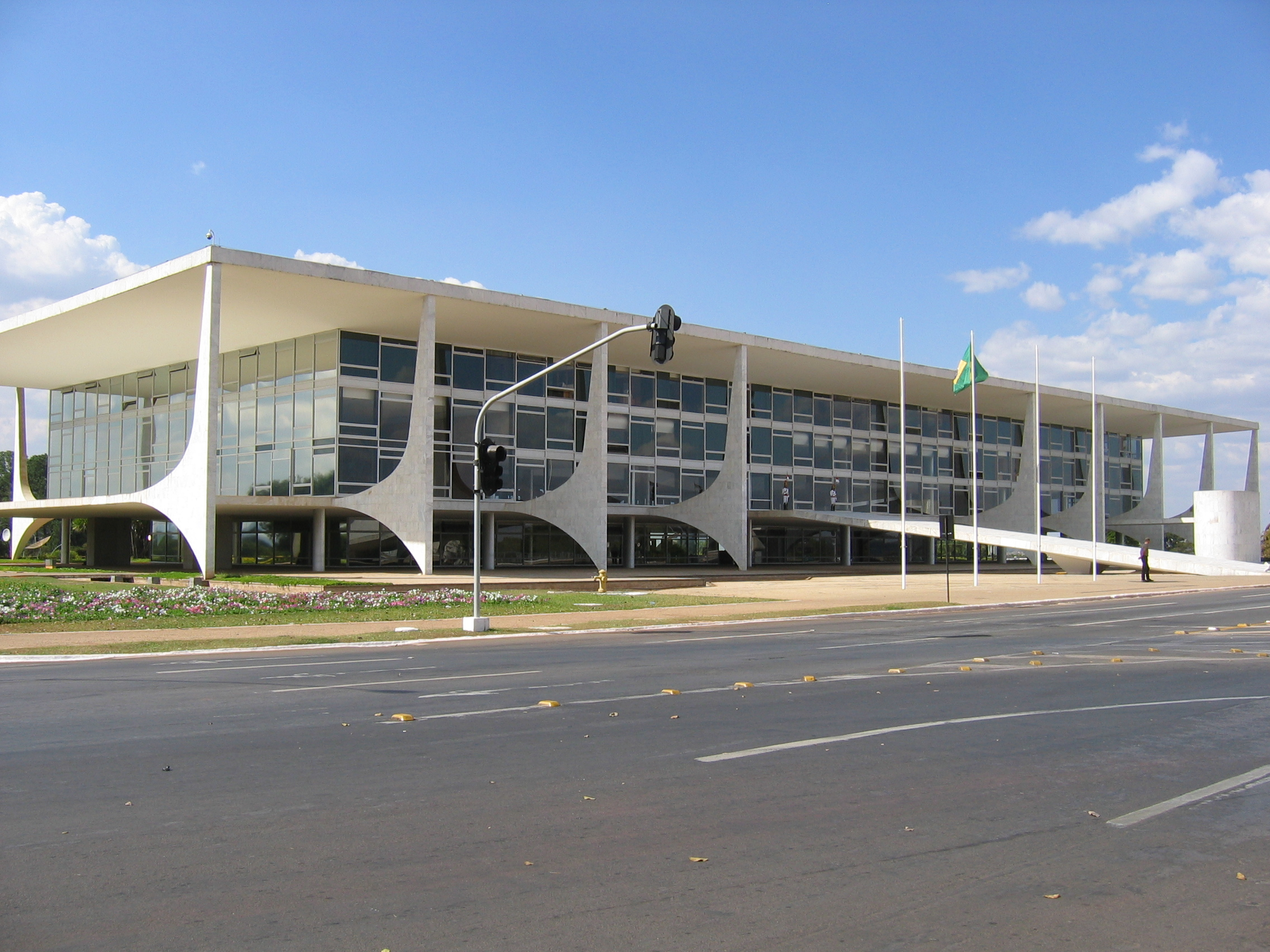
Le palais du Planalto

Situé au nord de la place, le palais du Planalto est le siège officiel de la présidence de la République. Il s'agit d'un édifice de verre, sous un large toit de béton blanc, soutenu par une série de colonnes recouvertes de marbre blanc. Une des annexes du palais présidentiel abrite également les bureaux officiels du vice-président de la République.

### Pouvoir judiciaire

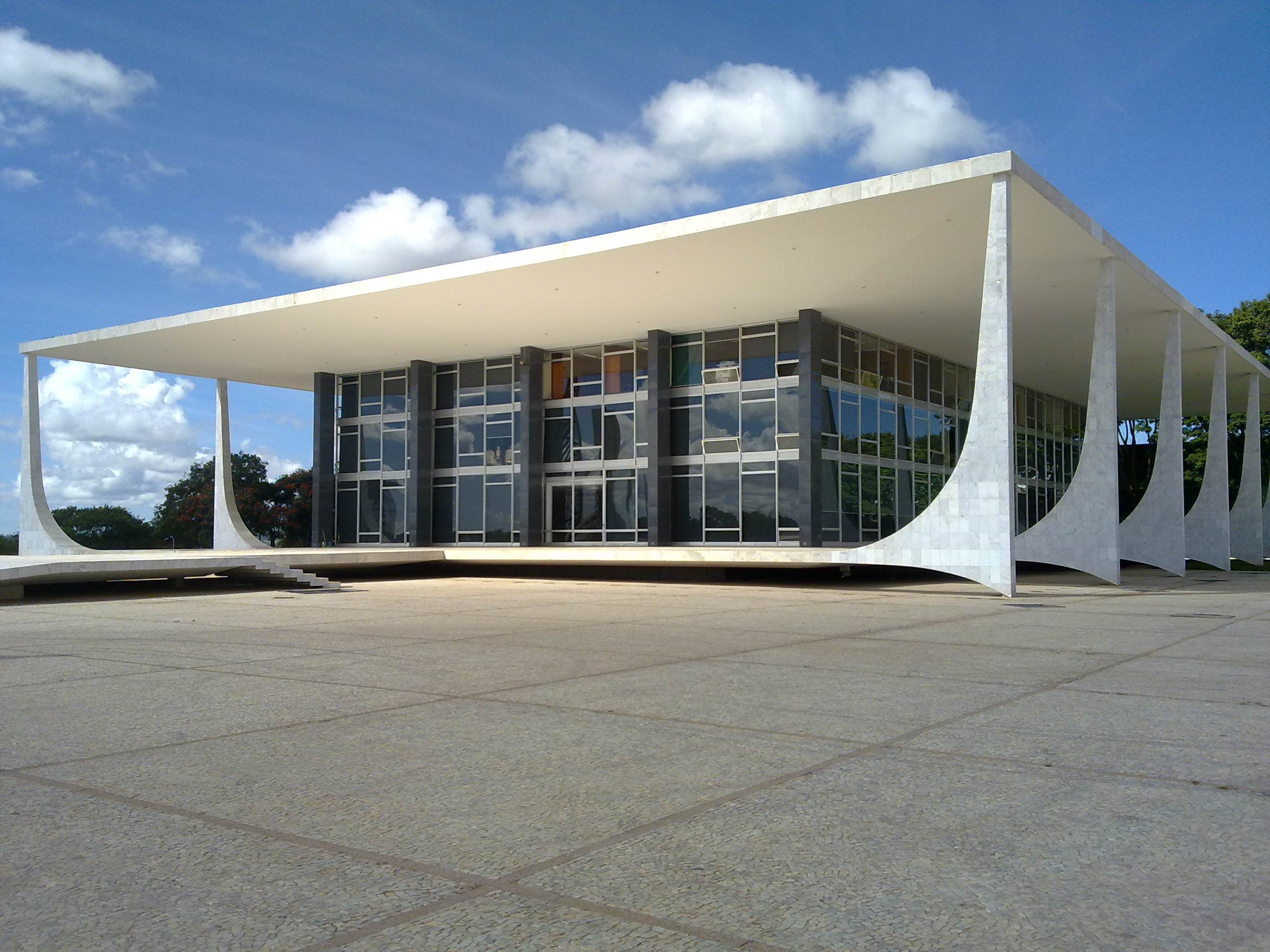
Le Tribunal suprême fédéral

Placé au sud, le Tribunal suprême fédéral est un carré de verre, entouré d’une série de colonnes du même style que celles du palais du Planalto et recouvertes elles aussi de marbre blanc.

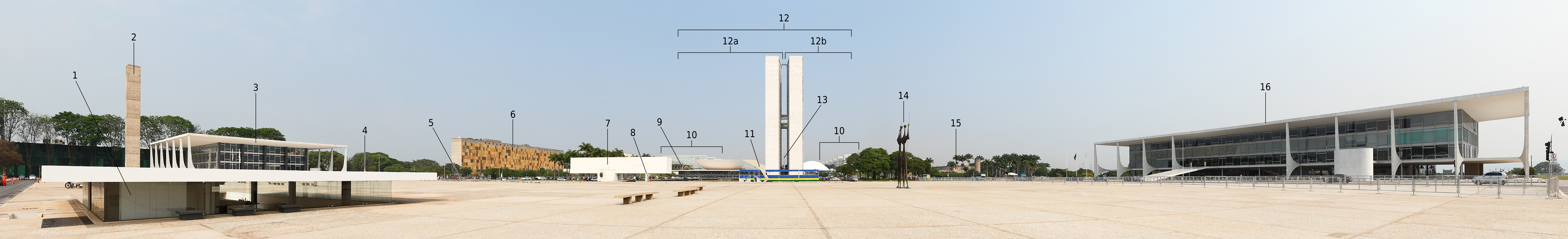
Vue panoramique de la place des Trois-Pouvoirs avec à gauche le pouvoir judiciaire (Tribunal suprême fédéral - nº3), au centre le pouvoir législatif (Congrès national - nº12) et à droite le pouvoir exécutif (palais du Planalto - nº16).

## Utilisation de la place
Cette place est un lieu où le peuple est convoqué par le pouvoir pour de grands moments d’union nationale. C’est ici que  Brasilia a été inaugurée, qu’on célèbre la prise de fonctions des présidents ou les victoires en Coupe du monde. C’est ici qu'a été fêtée de la Constitution brésilienne de 1988. Les manifestations populaires sont normalement plus à l'Ouest, sur l'Axe monumental, sur l'esplanade face aux ministères.

## Autres monuments

### Sur l'esplanade

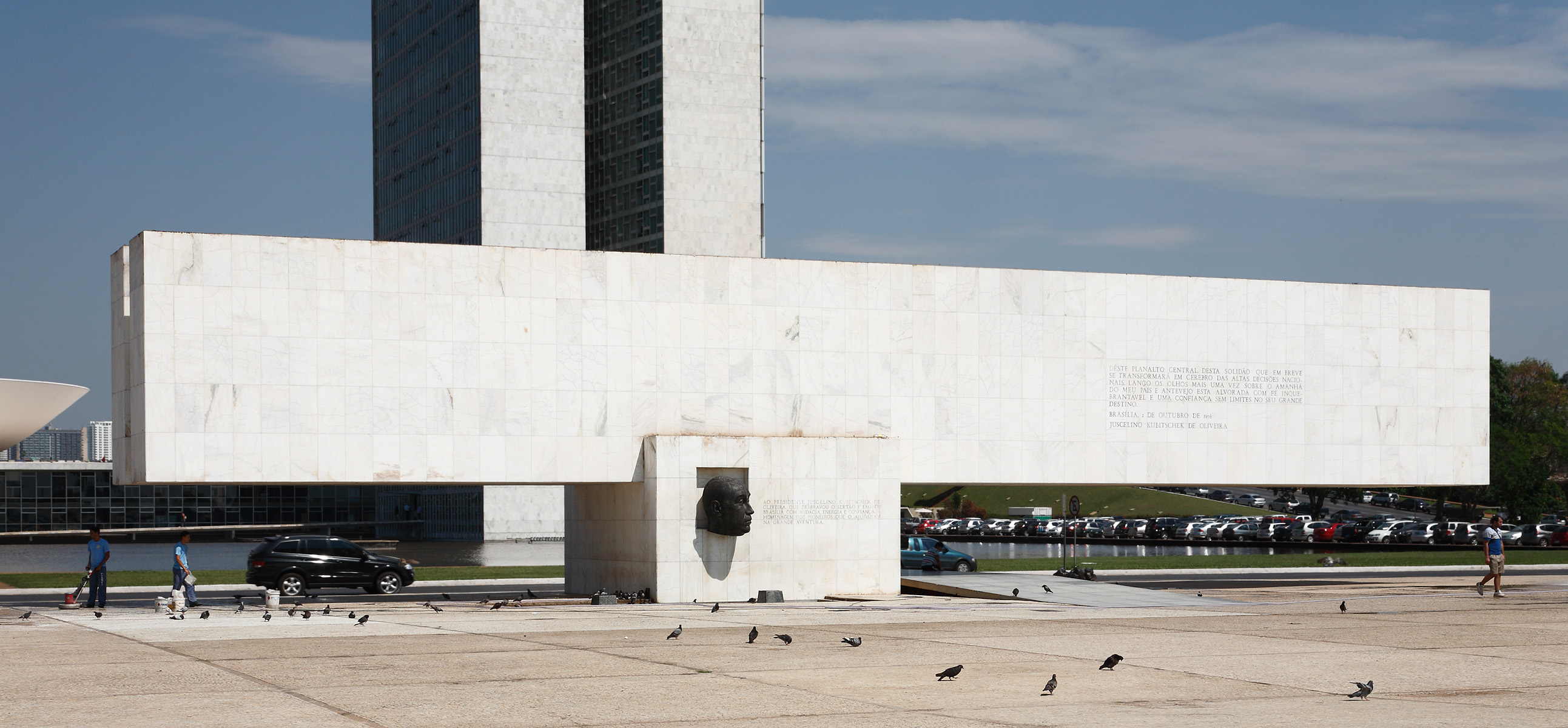
Musée de la Ville

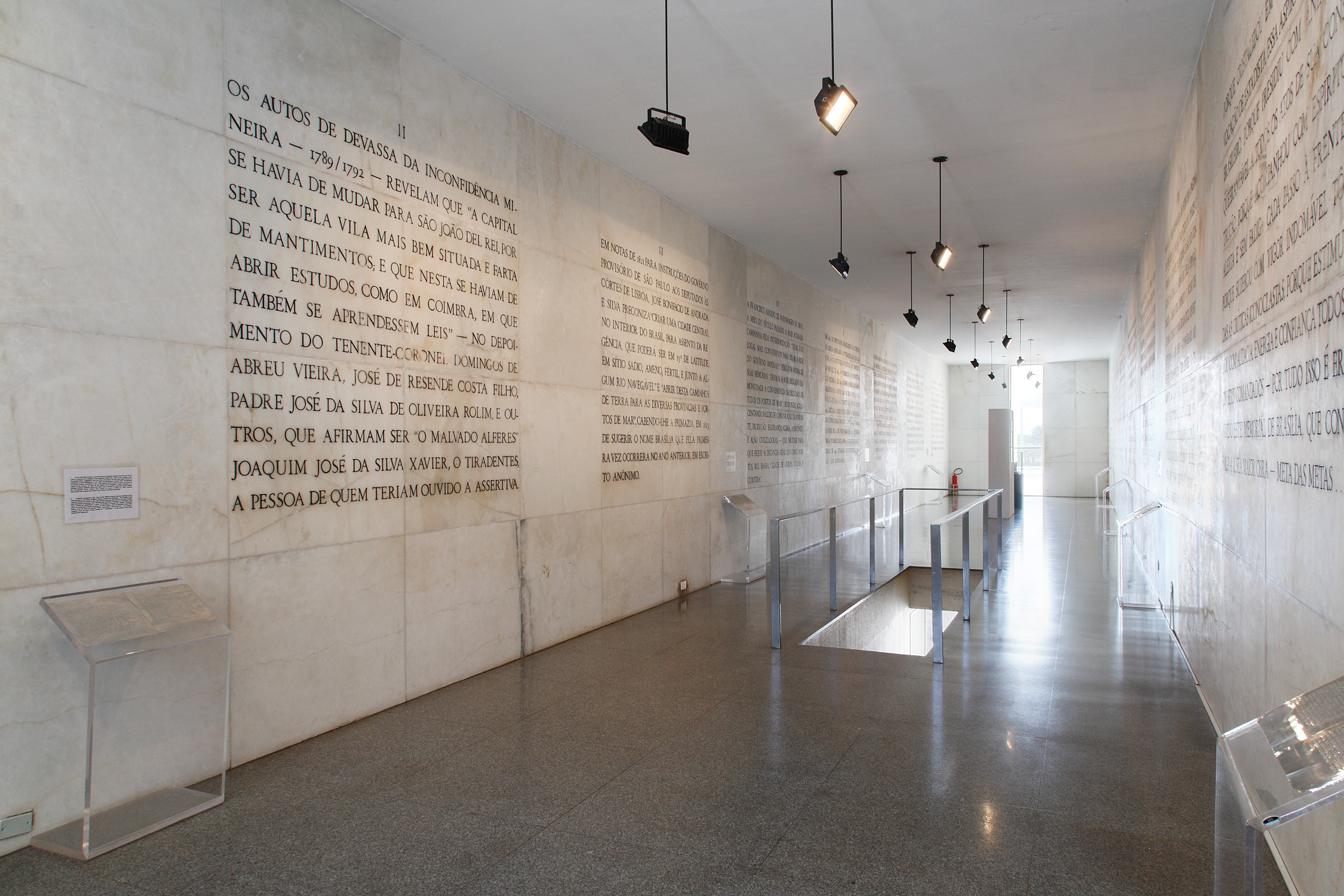
Musée de la Ville, vue intérieure

- Le musée de la Ville[2] : projeté par Oscar Niemeyer, c'est le musée le plus ancien de Brasilia retraçant l'histoire de la construction et de l'inauguration de la nouvelle capitale. Conçu comme une galerie surélevée par rapport à l'esplanade, il est recouvert à l'extérieur et à l'intérieur de plaques de marbre blanc. L'espace accueille des textes de Niemeyer, Juscelino Kubitschek et du pape Pie XII gravés dans la pierre ainsi que quelques photographies d'époque. La façade donnant sur l'esplanade supporte un portrait en bronze de JK.
- L'Espace Lucio Costa[3] : projeté par Niemeyer et inauguré le 27 février 1992, date anniversaire des 90 ans de Lucio Costa, c'est un musée souterrain rendant hommage à l'urbaniste de la ville qui contient une maquette à l'échelle 1:1 000 de 13 × 13 m[4] du Plan pilote réalisée en décembre 1988[5], une maquette tactile de dimension réduite pour malvoyants, des photographies d'époque et des reproductions du projet original.
- Le pigeonnier, conçu en 1961 par Niemeyer, est une sculpture de béton en forme de colonne de section carrée évidée au milieu qui accueille en son centre des espaces de nidification.
- La statue Les Guerriers, appelée également Les Candangos, a été réalisée par Bruno Giorgi et représente les constructeurs de Brasilia, appelés Candangos. Elle fait face au palais présidentiel.
- la statue La Justice, réalisée par Alfredo Ceschiatti, est placée devant le Tribunal fédéral suprême.
- Le monument Israel Pinheiro rend hommage à l'ingénieur en chef durant la construction de la ville et premier gouverneur du District fédéral. C'est un parallélépipède rectangle recouvert de plaques de marbre blanc avec une ouverture accueillant un portrait en bronze de l'homme politique.
- Le monument UNESCO est une sculpture en béton réalisée en hommage au fait que la ville soit patrimoine mondial et inaugurée le 29 juillet 1988 par Federico Mayor Zaragoza, alors directeur général de l'UNESCO[6].
- L'Office de tourisme, situé du côté est de l'esplanade, est une salle semi-enterrée au toit de béton blanc et aux murs en verre destinée à l'information aux touristes. Depuis 2010, le bâtiment est vide et en attente de restauration.

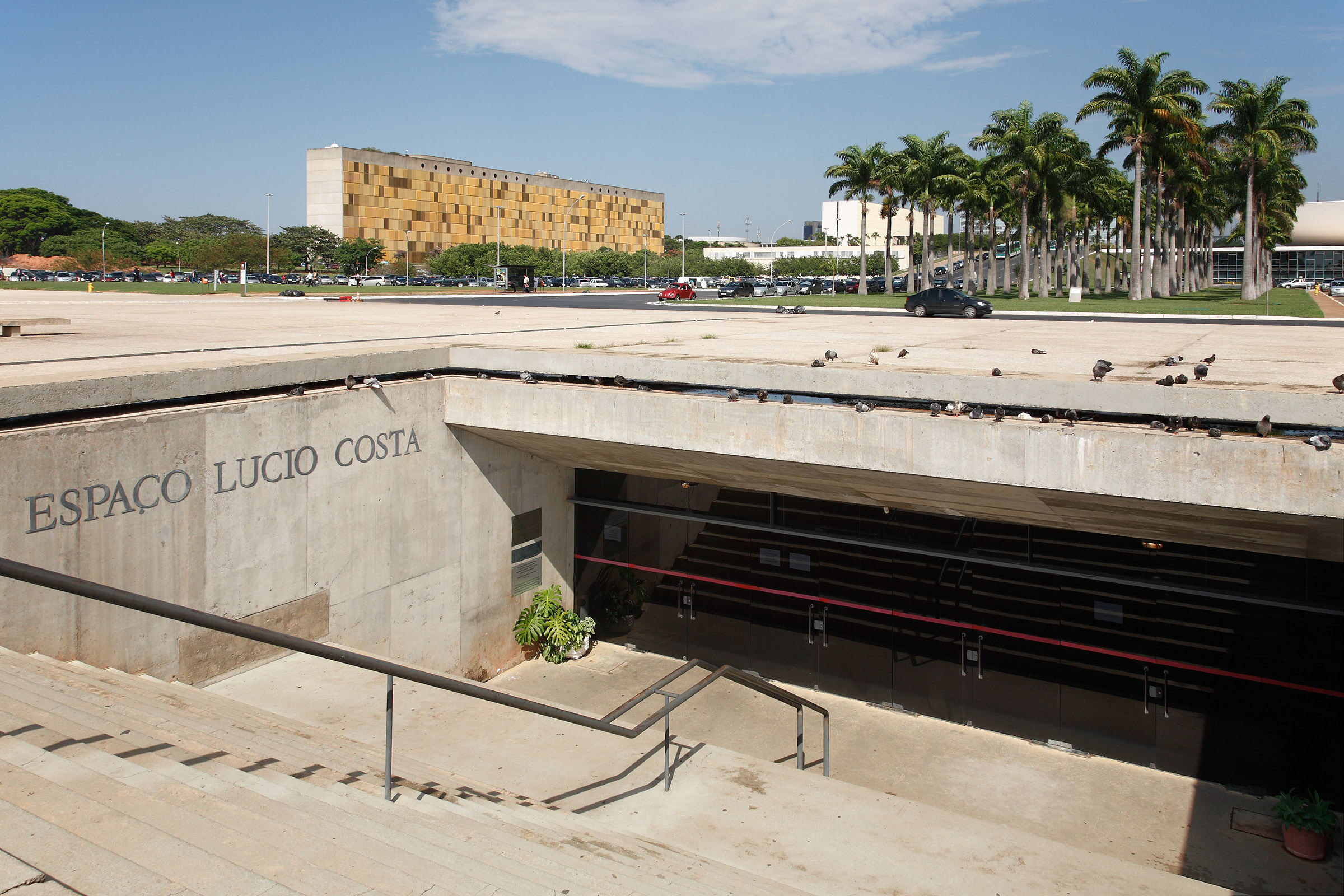
L'entrée de l'Espace Lúcio Costa
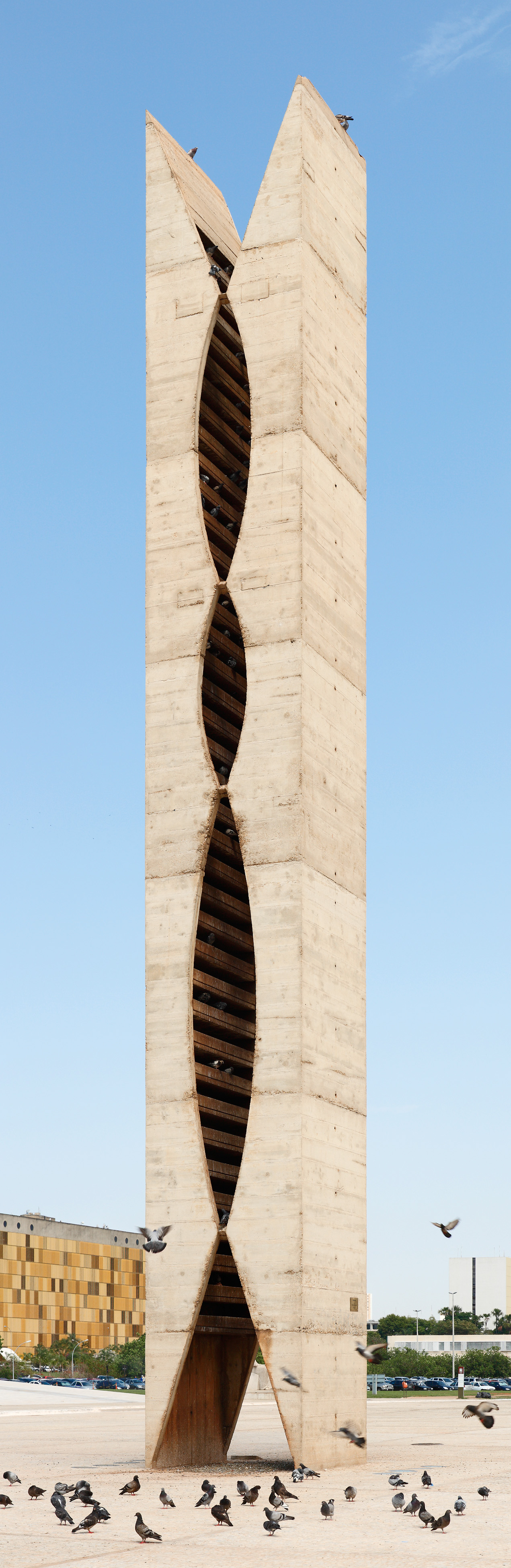
Le pigeonnier conçu par Oscar Niemeyer
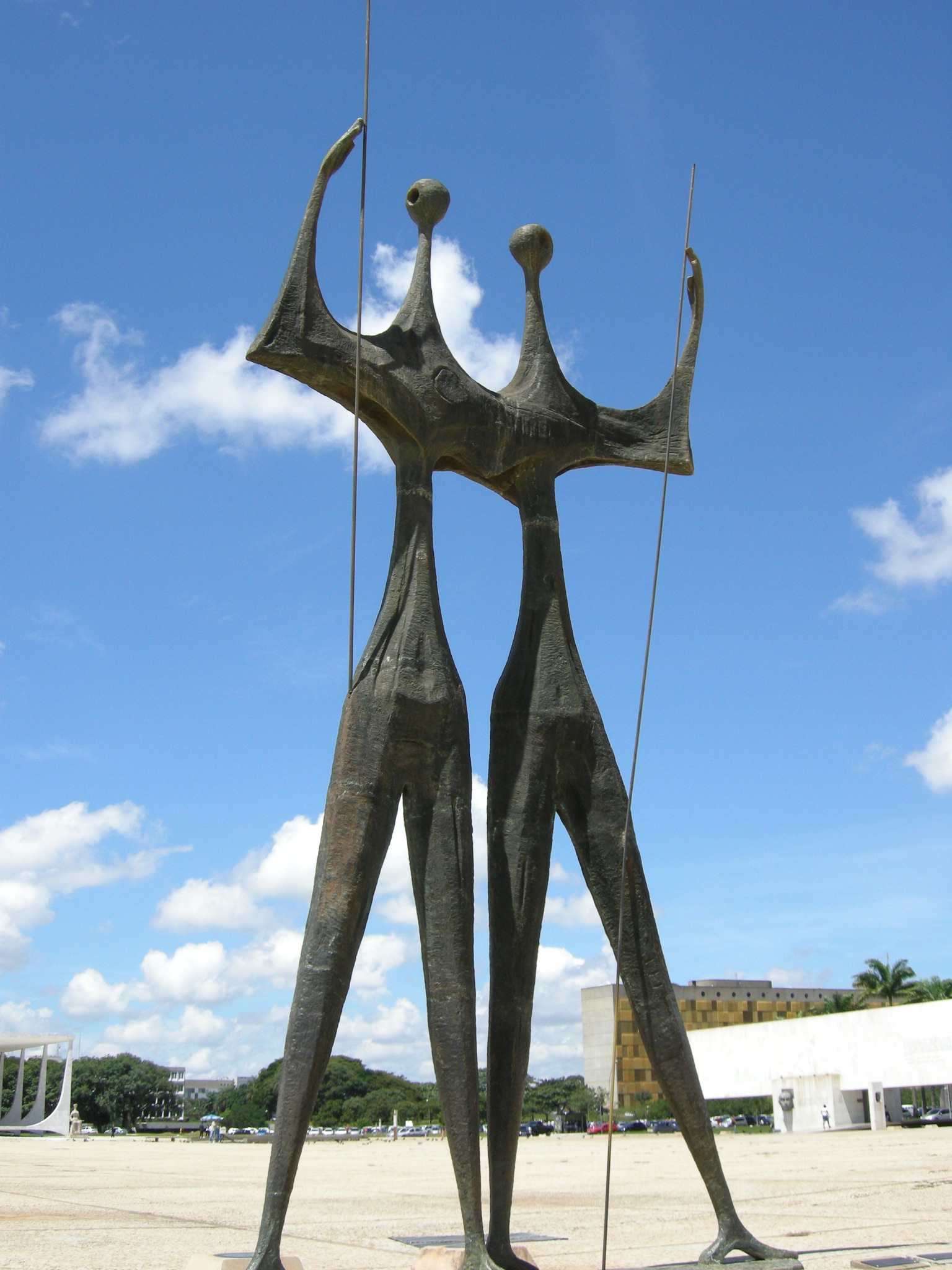
La statue Os Candangos
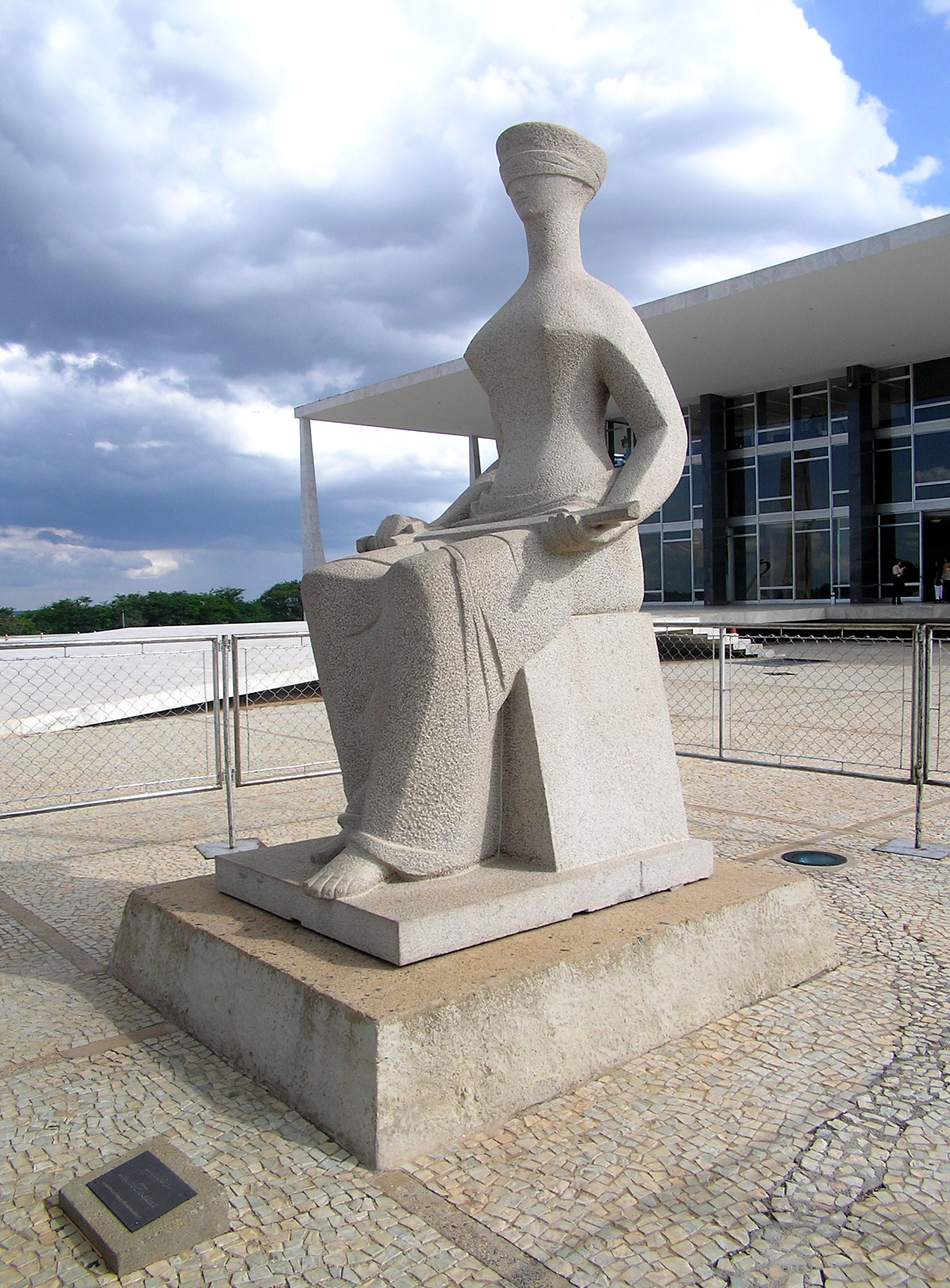
La statue La Justice
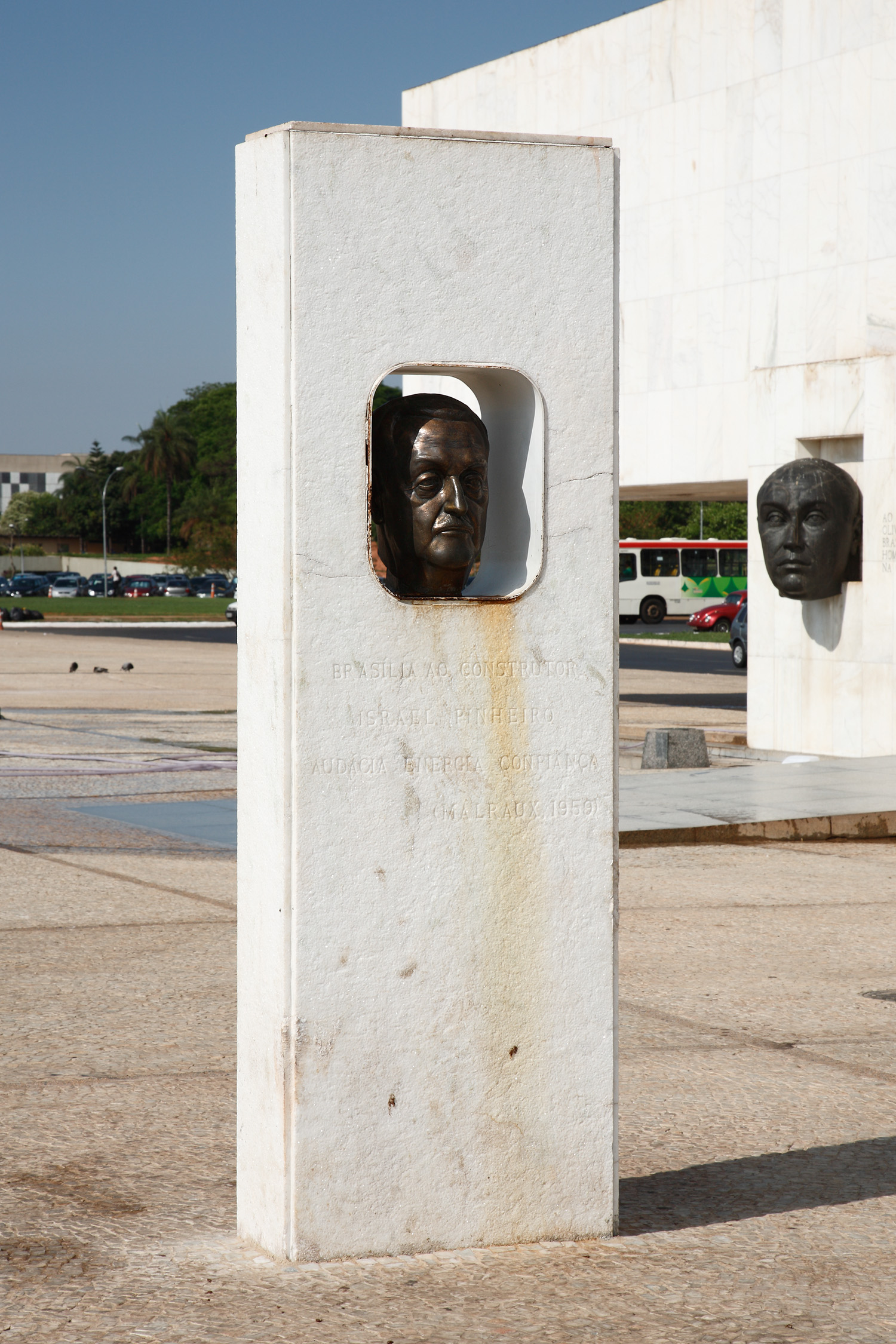
Le monument Israel Pinheiro
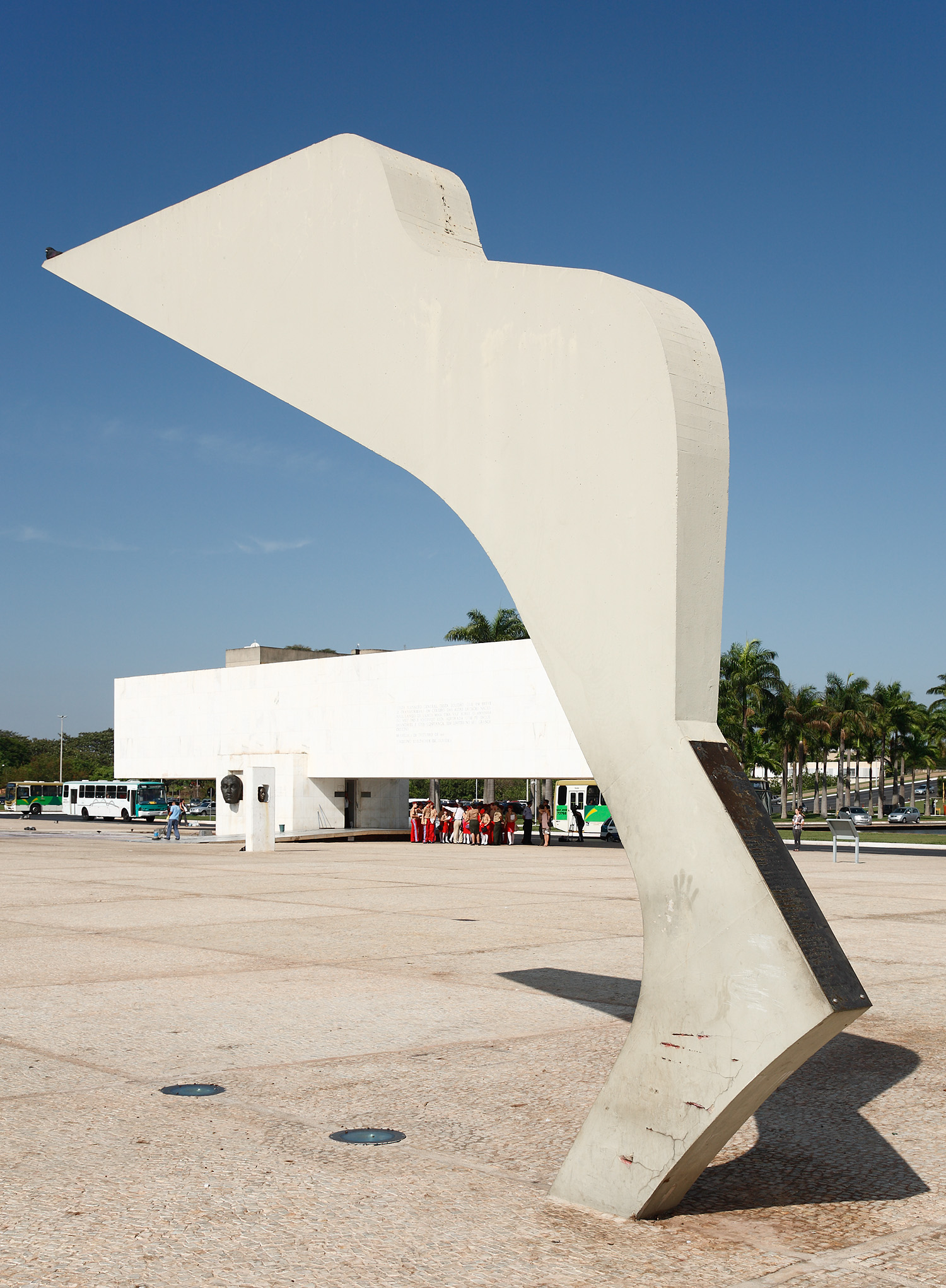
Le monument UNESCO
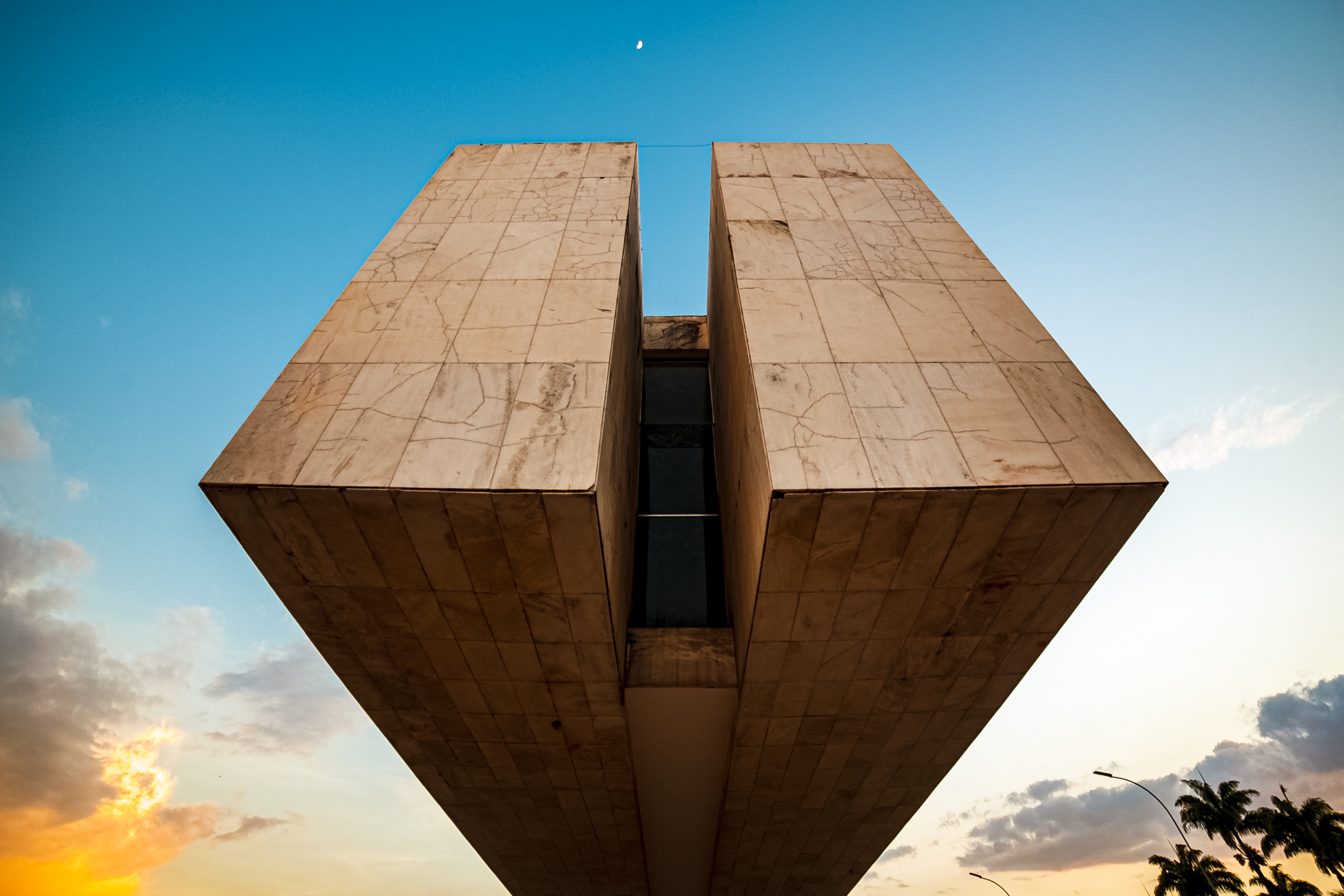
Le musée de la ville, sur la place des Trois-Pouvoirs.

### Côté est de la place
- Le drapeau national, projet conçu par l'architecte Sérgio Bernardes, est le plus grand drapeau du pays avec 286 m2 de superficie. Il culmine à 100 m de hauteur, symboliquement au-dessus de chacun des édifices des trois pouvoirs qui bordent la place, au sommet d'un mât formé par un faisceau conique de 24 tubes métalliques représentant le nombre d'unités fédérales au moment de son inauguration en 1972. Son remplacement chaque premier dimanche du mois donne lieu à une cérémonie officielle[7].
- Le Panthéon de la Patrie et de la Liberté[8] et la Flamme éternelle de la Patrie est un musée rendant hommage aux héros et hommes illustres du Brésil. Il ne contient aucun corps. Comme beaucoup d'autres monuments de la place, le Panthéon et le monument adjacent sont recouverts de plaques de marbre blanc, et comme divers autres bâtiments bordant l'Axe monumental, ils font l'objet en 2010 d'une rénovation et sont fermés au public.

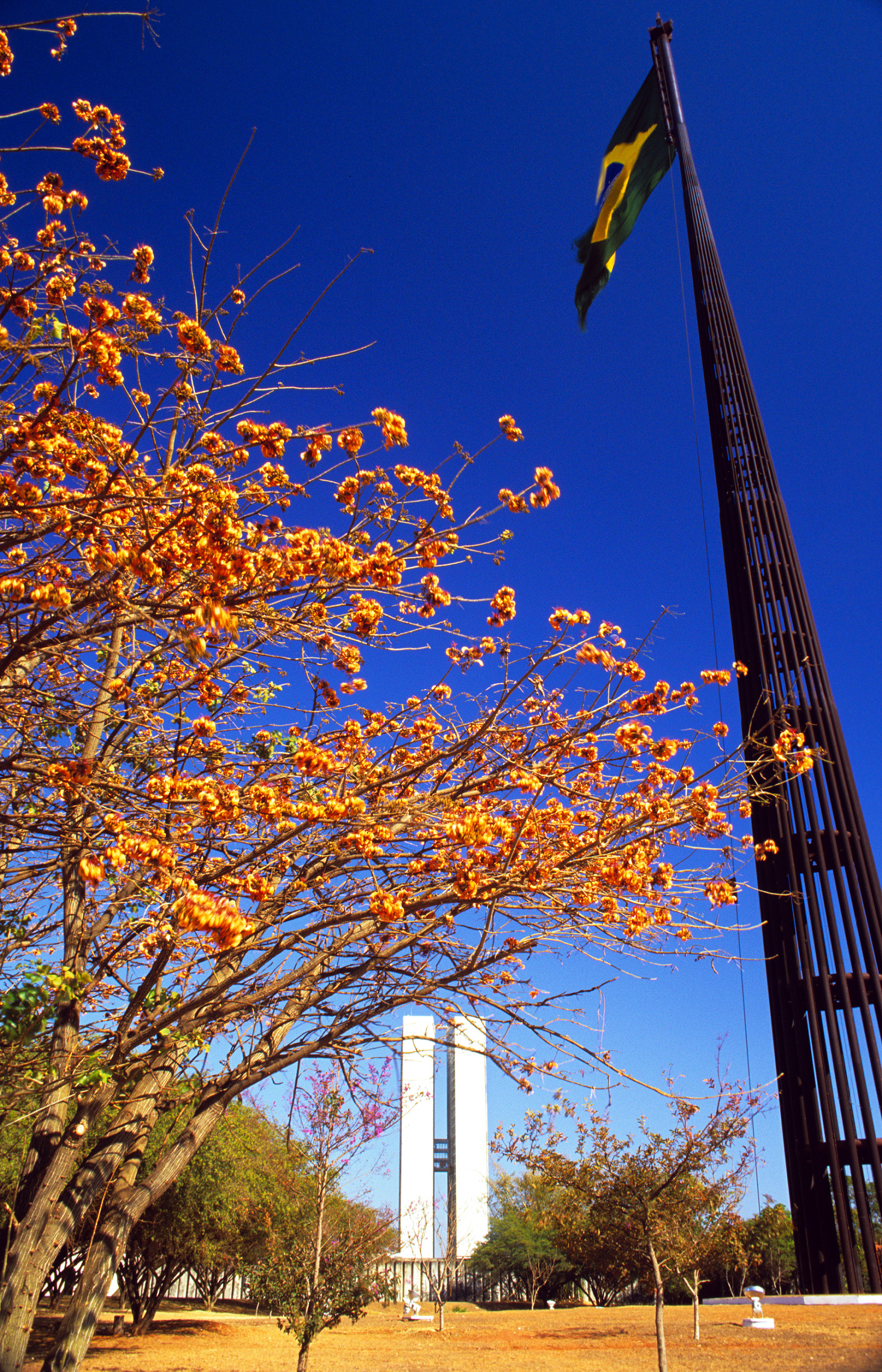
Le drapeau du Brésil.
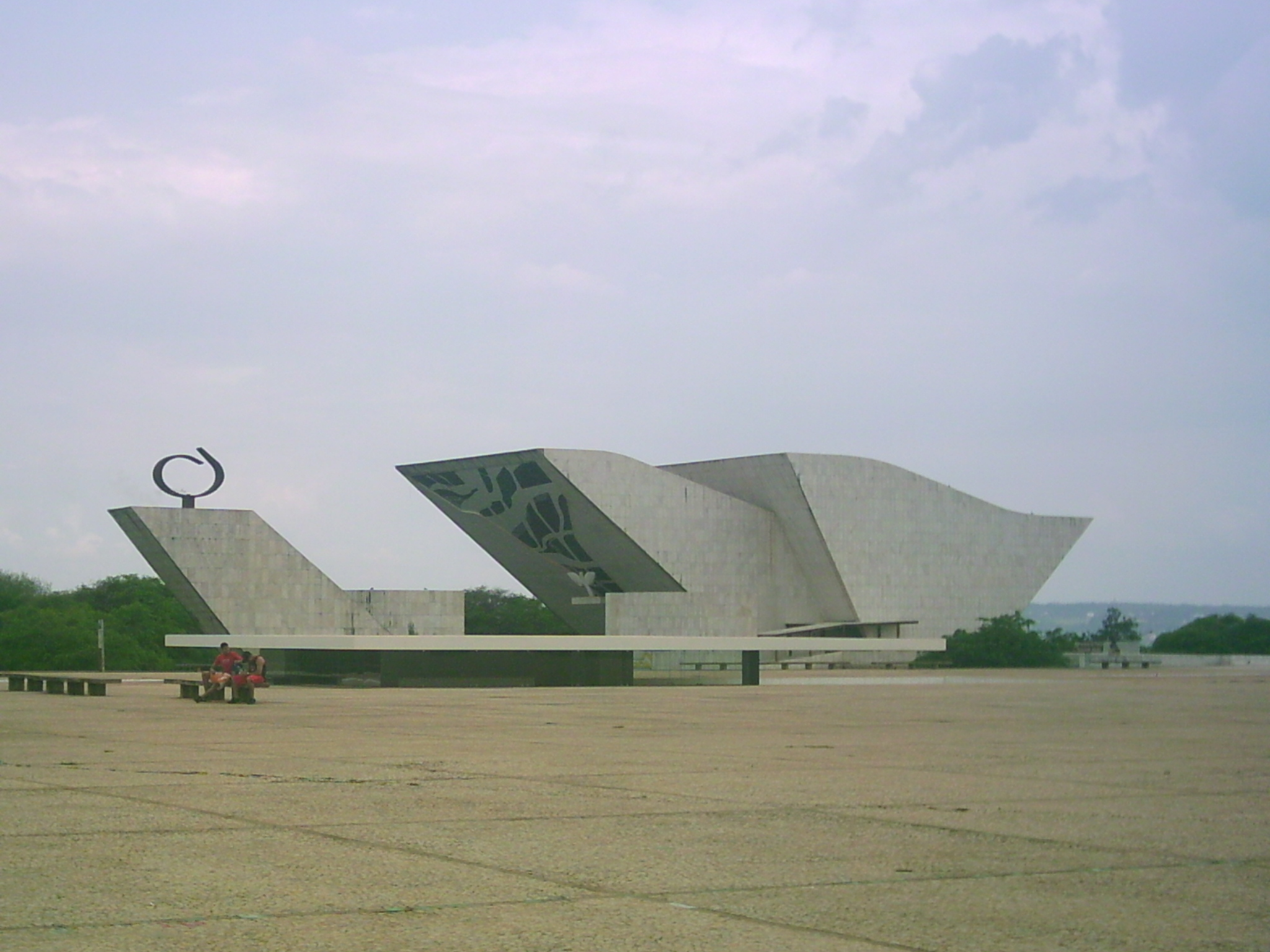
Le Panthéon de la Patrie à droite et la Flamme éternelle à gauche.

## Historique
Cette place a été conçue en 1956 en même temps que le plan pilote, lorsque Juscelino Kubitschek qui vient d’être investi président, lance un projet de construction d’une nouvelle capitale. Un concours d'architecture et d'urbanisme est lancé, plusieurs équipes se font concurrence et lancent des conceptions. Le projet lauréat, celui de l'architecte-urbaniste Lúcio Costa  est annoncé en début d'année 1957. La place est nommée place des Trois-Pouvoirs dans le document explicatif associé au projet de Lúcio Costa,. La place est inaugurée en même temps que la ville, le 21 avril 1960
Différentes constructions se sont ensuite rajoutées aux premiers édifices.
Le 8 janvier 2023, des partisans de l'ancien président Jair Bolsonaro battu à l'élection présidentielle de 2022 fomentent une insurrection, envahissent cette place et s'emparent du Congrès national, de la Cour suprême et du Palais présidentiel. C'était un dimanche, aucune session n'était en cours dans ces bâtiments. Les insurgés n'ont réussi à rallier à leur cause ni la police ni l'armée, même si des complicités dans la police et le manque de réaction du pouvoir régional  ont peut-être facilité la prise des bâtiments. L'insurrection a été contenue, puis la police a fait évacuer les lieux et a procédé à des arrestations.
Dès le 10 janvier 2023, le président brésilien en exercice Luiz Inácio Lula da Silva a traversé la place des Trois-Pouvoirs entouré des chefs du pouvoir législatif et du pouvoir judiciaire, des gouverneurs, de parlementaires et de maires du pays, de façon symbolique.